# Diócesis de Fengxiang
La diócesis de Fengxiang o de Fengsiang (en latín: Dioecesis Fomsiamensis y en chino: 天主教凤翔教区) es una circunscripción eclesiástica de la Iglesia católica en China. Se trata de una diócesis latina, sufragánea de la arquidiócesis de Xi'an. Desde el 17 de noviembre de 2017 su obispo es Peter Li Huiyuan, aunque para el Anuario Pontificio es sede vacante desde el 20 de febrero de 1983.

## Territorio y organización
La diócesis tiene 12 000 km² y extiende su jurisdicción sobre los fieles católicos de rito latino residentes en parte de la provincia de Shaanxi.
La sede de la diócesis se encuentra en el distrito de Fengxiang, en la ciudad prefectura de Baoji, en donde se halla la Catedral de San José.
En 1950 en la diócesis existían 16 parroquias.

## Historia
La prefectura apostólica de Fengxiangfu fue erigida el 15 de noviembre de 1932 mediante el breve Ex Apostolico munere del papa Pío XI, obteniendo el territorio del vicariato apostólico de Xi'anfu (hoy arquidiócesis de Xi'an).
El 9 de junio de 1942 la prefectura apostólica fue elevada a vicariato apostólico mediante la bula Constanti Evangelii del papa Pío XII.
El 11 de abril de 1946 el vicariato apostólico fue elevado a diócesis mediante la bula Quotidie Nos del papa Pío XII.
En 1949 el Partido Comunista de China capturó Baoji, se impuso en la guerra civil y proclamó la República Popular China el 1 de octubre de 1949. El 4 de septiembre de 1951 China comunista expulsó al nuncio apostólico Antonio Riberi y la Santa Sede continuó reconociendo a la República de China en Taiwán como el legítimo gobierno chino. Todos los misioneros extranjeros fueron expulsados de China comunista en 1952.
La Asociación Patriótica Católica China fue creada con el apoyo de la Oficina de Asuntos Religiosos de la República Popular de China en 1957, con el objetivo de controlar las actividades de los católicos en China. Su nombre público es Iglesia católica china y es referida como la "Iglesia oficial" en contraposición a la "Iglesia subterránea" o "Iglesia clandestina" leal a la Santa Sede.
En el período de 1966 a 1976 la Revolución Cultural se ensañó especialmente contra la religión, destruyéndose numerosas iglesias y cesaron todas las actividades religiosas en la diócesis. La diócesis reasumió sus actividades en la década de 1980.
Después de que el gobierno comunista tomó el poder, el obispo Zhou Weidao pasó buena parte de su vida en instituciones correccionales; fue puesto en libertad en 1979. Su sucesor, Luca Li Jingfeng, a pesar del control gubernamental al que estaba sometido y aunque no pertenecía a la Asociación Patriótica Católica China, pudo abrir un seminario menor en 1997. De hecho, gobernó la diócesis como único obispo del territorio, reconocido tanto por la Santa Sede como por el gobierno chino.
Luca Li Jingfeng fue uno de los cuatro obispos chinos a quienes el papa Benedicto XVI invitó a participar en el Sínodo de Obispos de octubre de 2005; en aquella ocasión, sin embargo, no obtuvo la autorización necesaria del gobierno para ir a Roma.
El 18 de mayo de 2011 Li Jingfeng, apoyado por el obispo coadjutor emérito Peter Zhang Zhiyong, presidió la votación popular para la elección del candidato a sucederle en el episcopado, Peter Li Huiyuan, según las formalidades establecidas por la Asociación Patriótica Católica China Consagrado clandestinamente el 13 de febrero de 2014 como obispo coadjutor, tras obtener el consentimiento de la Santa Sede, sucedió a Li Jingfeng tras su muerte en 2017. 
El 22 de septiembre de 2018 se firmó en Pekín el Acuerdo provisional entre la Santa Sede y la República Popular de China sobre el nombramiento de los obispos. El 22 de octubre de 2020 el acuerdo fue prorrogado por otros dos años y en octubre de 2022 por otros dos años más.
Peter Li Huiyuan, después de haber presentado una solicitud de reconocimiento a las autoridades políticas chinas, según las indicaciones del acuerdo entre la Santa Sede y el gobierno de la República Popular del 22 de septiembre de 2018 y las Directrices Pastorales sobre el registro civil del clero en China, el 22 de junio de 2020 pudo celebrar su reconocimiento público como obispo de la diócesis en una misa.
Debido a la situación particular de la Iglesia católica en China, la Santa Sede no nombra obispos para las diócesis chinas, que son sedes oficialmente vacantes incluso en presencia de obispos reconocidos por Roma.

## Estadísticas
Según el Anuario Pontificio 2002 la diócesis tenía a fines de 1950 un total de 8504 bautizados.
| Año                                                                             | Población            | Población | Población      | Sacerdotes | Sacerdotes    | Sacerdotes    | Bautizados por sacerdote | Diáconos permanentes | Religiosos | Religiosos | Parroquias |
| Año                                                                             | Bautizados católicos | Total     | % de católicos | Total      | Clero secular | Clero regular | Bautizados por sacerdote | Diáconos permanentes | Varones    | Mujeres    | Parroquias |
| ------------------------------------------------------------------------------- | -------------------- | --------- | -------------- | ---------- | ------------- | ------------- | ------------------------ | -------------------- | ---------- | ---------- | ---------- |
| 1950                                                                            | 8504                 | 1 000     | 0.9            | 30         | 8             | 22            | 283                      |                      |            | 8          | 16         |
| Fuente: Catholic-Hierarchy, que a su vez toma los datos del Anuario Pontificio. |                      |           |                |            |               |               |                          |                      |            |            |            |

Según estadísticas reportadas por la Agencia Fides (referentes al año 2010), la diócesis de Fengxiang está subdividida en 7 decanatos y 28 parroquias, contando 19 876 fieles, 38 sacerdotes (de los cuales 18 religiosos) y 63 religiosas que pertenecen a 3 congregaciones femeninas.

## Episcopologio
- Filippo Silvestro Uamtaonan (Wang Tao-nan), O.F.M. † (26 de octubre de 1933-4 de octubre de 1949 falleció)
- Antonio Chow Wei-tao (Zhou Weidao), O.F.M. † (31 de mayo de 1950-20 de febrero de 1983 falleció)
  - Sede vacante
  - Lucas Li Jingfeng † (14 de febrero de 1983-17 de noviembre de 2017 falleció)
  - Peter Li Huiyuan, por sucesión el 17 de noviembre de 2017